# 2004-es Formula–1 belga nagydíj
A belga nagydíj volt a 2004-es Formula–1 világbajnokság tizennegyedik futama, amelyet 2004. augusztus 29-én rendeztek meg a belga Circuit de Spa-Francorchamps-on, Spában.

## Időmérő edzés
Az időmérő edzést meglepetésre Jarno Trulli nyerte Michael Schumacher és Fernando Alonso előtt, Barrichello csak hatodik lett.
| Helyezés | Versenyző            | Csapat/Motor     | Idő      | Különbség |
| -------- | -------------------- | ---------------- | -------- | --------- |
| 1        | Jarno Trulli         | Renault          | 1:56.232 | –         |
| 2        | Michael Schumacher   | Ferrari          | 1:56.304 | + 0.072   |
| 3        | Fernando Alonso      | Renault          | 1:56.686 | + 0.454   |
| 4        | David Coulthard      | McLaren-Mercedes | 1:57.990 | + 1.758   |
| 5        | Giancarlo Fisichella | Sauber-Petronas  | 1:58.040 | + 1.808   |
| 6        | Rubens Barrichello   | Ferrari          | 1:58.175 | + 1.943   |
| 7        | Mark Webber          | Jaguar-Cosworth  | 1:58.729 | + 2.497   |
| 8        | Felipe Massa         | Sauber-Petronas  | 1:59.008 | + 2.776   |
| 9        | Olivier Panis        | Toyota           | 1:59.552 | + 3.320   |
| 10       | Kimi Räikkönen       | McLaren-Mercedes | 1:59.635 | + 3.403   |
| 11       | Juan Pablo Montoya   | Williams-BMW     | 1:59.681 | + 3.449   |
| 12       | Jenson Button        | BAR-Honda        | 2:00.237 | + 4.005   |
| 13       | Christian Klien      | Jaguar-Cosworth  | 2:01.246 | + 5.014   |
| 14       | Antônio Pizzonia     | Williams-BMW     | 2:01.447 | + 5.215   |
| 15       | Szató Takuma         | BAR-Honda        | 2:01.813 | + 5.581   |
| 16       | Nick Heidfeld        | Jordan-Ford      | 2:02.645 | + 6.413   |
| 17       | Gianmaria Bruni      | Minardi-Cosworth | 2:02.651 | + 6.419   |
| 18       | Baumgartner Zsolt    | Minardi-Cosworth | 2:03.303 | + 7.071   |
| 19       | Giorgio Pantano      | Jordan-Ford      | 2:03.833 | + 7.601   |
| 20       | Ricardo Zonta        | Toyota           | 2:03.895 | + 7.663   |

## Futam
A rajtnál Alonso megelőzte Schumachert és a két Renault elsőnek fordult el az első kanyarban. Az első körben a Eau Rouge után Szató Takuma ütközött Mark Webberrel. Ezt próbálta kikerülni Baumgartner és meglökte az előtte autózó Gianmaria Bruni-t. Bruni a gumifalba csapódott majd autója visszakerült az aszfaltra és beleütközött Pantano autójába. A huszonkilencedik körben Jenson Button, Baumgartner lekörözése közben defektet kapott, és kontrollját elveszítve ütközött a magyar Minardijába. A versenyt végül Kimi Räikkönen nyerte szezonbeli első győzelmét szerezve. Második Michael Schumacher, harmadik Rubens Barrichello lett.
A futam után Schumacher negyven ponttal állt Barrichello előtt, ami behozhatatlan előnynek számított, így a német hetedik világbajnoki címét ünnepelhette Belgiumban.
| Helyezés | Rajtszám | Versenyző            | Csapat/Motor     | Futott kör | Idő/Kiesés oka | Rajthely | Pont |
| -------- | -------- | -------------------- | ---------------- | ---------- | -------------- | -------- | ---- |
| 1        | 6        | Kimi Räikkönen       | McLaren-Mercedes | 44         | 1h32:35.274    | 10       | 10   |
| 2        | 1        | Michael Schumacher   | Ferrari          | 44         | + 3.132        | 2        | 8    |
| 3        | 2        | Rubens Barrichello   | Ferrari          | 44         | + 4.371        | 6        | 6    |
| 4        | 12       | Felipe Massa         | Sauber-Petronas  | 44         | + 12.504       | 8        | 5    |
| 5        | 11       | Giancarlo Fisichella | Sauber-Petronas  | 44         | + 14.104       | 5        | 4    |
| 6        | 15       | Christian Klien      | Jaguar-Cosworth  | 44         | + 14.614       | 13       | 3    |
| 7        | 5        | David Coulthard      | McLaren-Mercedes | 44         | + 17.970       | 4        | 2    |
| 8        | 17       | Olivier Panis        | Toyota           | 44         | + 18.693       | 9        | 1    |
| 9        | 7        | Jarno Trulli         | Renault          | 44         | + 22.115       | 1        |      |
| 10       | 16       | Ricardo Zonta        | Toyota           | 41         | erőforrás      | 20       |      |
| 11       | 18       | Nick Heidfeld        | Jordan-Ford      | 40         | + 4 kör        | 16       |      |
| Ki       | 3        | Juan Pablo Montoya   | Williams-BMW     | 37         | defekt         | 11       |      |
| Ki       | 4        | Antônio Pizzonia     | Williams-BMW     | 31         | sebességváltó  | 14       |      |
| Ki       | 9        | Jenson Button        | BAR-Honda        | 29         | defekt         | 12       |      |
| Ki       | 21       | Baumgartner Zsolt    | Minardi-Cosworth | 28         | baleset        | 18       |      |
| Ki       | 8        | Fernando Alonso      | Renault          | 11         | erőforrás      | 3        |      |
| Ki       | 14       | Mark Webber          | Jaguar-Cosworth  | 0          | baleset        | 7        |      |
| Ki       | 10       | Szató Takuma         | BAR-Honda        | 0          | baleset        | 15       |      |
| Ki       | 20       | Gianmaria Bruni      | Minardi-Cosworth | 0          | baleset        | 17       |      |
| Ki       | 19       | Giorgio Pantano      | Jordan-Ford      | 0          | baleset        | 19       |      |

## A világbajnokság élmezőnyének állása a verseny után
| H  | Versenyzők         | Pont | H  | Konstruktőrök    | Pont |
| -- | ------------------ | ---- | -- | ---------------- | ---- |
| 1. | Michael Schumacher | 128  | 1. | Ferrari          | 216  |
| 2. | Rubens Barrichello | 88   | 2. | Renault          | 91   |
| 3. | Jenson Button      | 65   | 3. | BAR-Honda        | 83   |
| 4. | Jarno Trulli       | 46   | 4. | Williams-BMW     | 54   |
| 5. | Fernando Alonso    | 45   | 5. | McLaren-Mercedes | 49   |

## Statisztikák
Vezető helyen:
- Jarno Trulli : 9 (1-9)
- Fernando Alonso : 2 (10-11)
- Kimi Räikkönen : 29 (12-13 / 17-29 / 31-44)
- Juan Pablo Montoya : 1 (14)
- Michael Schumacher : 2 (15 / 30)
- Antonio Pizzonia : 1 (16)

Kimi Räikkönen 2. győzelme, 6. leggyorsabb köre, Jarno Trulli 2. pole pozíciója.
- McLaren 138. győzelme.
- Michael Schumacher 7.világbajnokságát nyerte ezzel a második helyezéssel.